# New Jersey durant la guerre de Sécession
L'État du New Jersey durant la guerre de Sécession est une source de troupes, d'équipement et de dirigeants pour l'Union pour les États-Unis. Bien qu'aucune bataille majeure n'ait eu lieu au New Jersey, les soldats et les volontaires du New Jersey jouent un rôle important dans la guerre, notamment Philip Kearny et George B. McClellan qui commande l'armée du Potomac au début de la guerre de Sécession et est candidat malheureux à la présidence des États-Unis en 1864 contre son ancien commandant en chef, Abraham Lincoln.

## Esclavage et prélude à la guerre
La population quaker du New Jersey est particulièrement intolérante à l'égard de l'esclavage. Cependant, le New Jersey devient le dernier des États du nord à abolir l’esclavage en adoptant une législation qui entraîne une lente suppression de l’esclavage. Bien que le New Jersey adopte une loi pour l'abolition progressive de l'esclavage en 1804, ce n'est qu'en 1830 que la plupart des Noirs sont libres dans l'État. Cependant, à la fin de la guerre de Sécession, une douzaine d'Afro-Américains du New Jersey sont encore des affranchis apprentis. Le New Jersey refuse d'abord de ratifier les amendements constitutionnels qui interdisent l'esclavage. Le New Jersey contient une partie importante du vaste réseau du chemin de fer clandestin.

## Guerre de Sécession

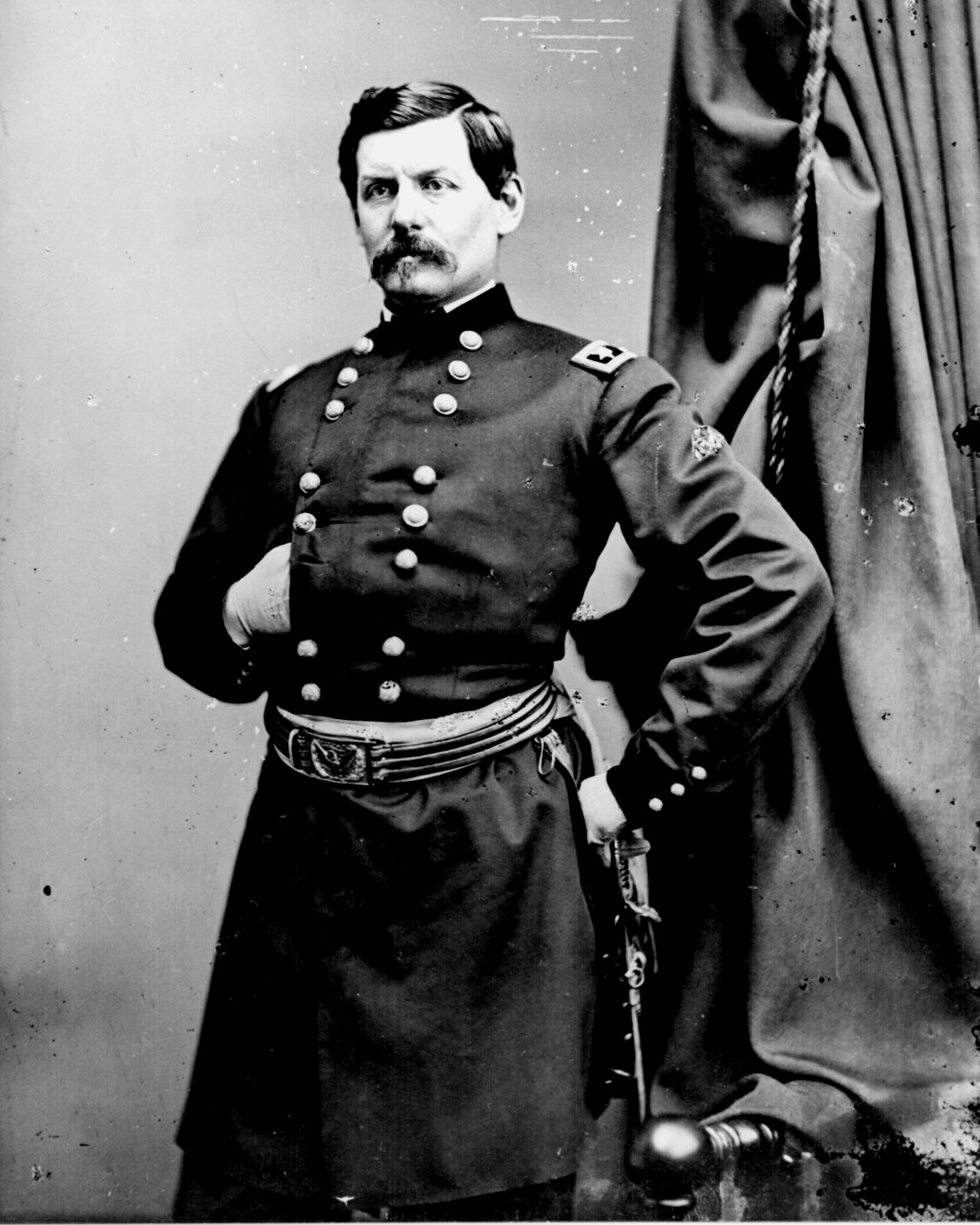
George B. McClellan

Le 4 mai 1861, en réponse à l'appel du président Abraham Lincoln pour lever des troupes, le département de la Guerre des États-Unis ordonne au New Jersey de remplir un quota de trois régiments d’infanterie pour un mandat de trois ans. Le recrutement a lieu pour les nouveaux régiments dans tout l'État et, le 21 mai, le 1st New Jersey Infantry est intégré dans l'armée de l'Union au camp Olden à Trenton sous les ordres du commandant Theodore T. S. Laidley des États-Unis de armée régulière. Le 9th New Jersey Infantry, sous les ordres du colonel Joseph W. Allen au camp Olden, est le dernier régiment du New Jersey à quitter l’État en 1861, mais le premier à combattre . Des régiments supplémentaires sont levés tout au long de la guerre, notamment de la cavalerie et l'artillerie.
Aucune bataille n'a lieu au New Jersey au cours de la guerre de Sécession. Cependant, plus de 88 000 soldats du New Jersey font partie de plusieurs régiments d'infanterie et de cavalerie. Au total, 52 régiments sont créés par des soldats du New Jersey durant cette guerre. 23 116 de ces soldats servent dans l'armée du Potomac. Les soldats du New Jersey se battent généralement sur le théâtre oriental de la guerre de Sécession. Plus de 6 000 soldats du New Jersey perdent la vie au cours de la guerre. Philip Kearny, un officier de la guerre américano-mexicaine, dirige une brigade de régiments du New Jersey sous le commandement du brigadier général William B. Franklin. Kearny se distingue en tant qu'officier brillant lors de la péninsule et est promu au grade de major général.
Un autre officier notable du New Jersey est le major général Gershom Mott, de Trenton. Il sert comme commandant de brigade et de division et dirige temporairement le IIe corps. Le major général Hugh Judson Kilpatrick est l'un des premiers officiers à avoir été blessé pendant la guerre. Il combat de triste mémoire lors de la bataille de Gettysburg et est le chef de la cavalerie de Sherman lors de la campagne d'Atlanta. Après la guerre, il est ambassadeur au Chili. Le colonel Harvey Brown, de Clark, est un vétéran de l’armée régulière. Il sert avec beaucoup de succès en Floride et commande initialement les défenses lors des émeutes de la conscription à New York. Les brigadiers généraux du New Jersey sont George W. Taylor, Charles A. Heckman, Joseph W. Revere, Charles G. Harker et Theodore Runyon.
Le 24 mars 1863, la législature du New Jersey adopte une résolution qui inclut de nombreux aspects de la situation causée par la guerre. Certains des aspects sont :

« Contre les proclamations de toute source par lesquelles, sous le prétexte de « nécessité militaire », les personnes dans les États et territoires qui soutiennent le gouvernement fédéral et au-delà des lignes militaires nécessaires sont tenues à la rigueur et à la sévérité du droit militaire
Contre toutes les arrestations sans mandat - contre la suspension du bref d'habeas corpus dans les États et territoires soutenant le gouvernement fédéral, « lorsque la sécurité publique ne l'exige pas » - et contre la présomption de pouvoir par une personne de suspendre sous l'autorité expresse du Congrès
Contre le pouvoir assumé lors de la proclamation du Président, le premier janvier dix-huit cent soixante-trois, par lequel tous les esclaves de certains États et parties d'États sont libérés pour toujours et contre les dépenses des deniers publics pour l'émancipation de les esclaves ou leur soutien à tout moment, sous aucun prétexte »

Le New Jersey est l’un des rares États à avoir voté pour Stephen Douglas au lieu d’Abraham Lincoln lors de l’élection présidentielle américaine de 1860. Le peuple du New Jersey donne également ses votes électoraux à George McClellan lorsqu'il se présente à la présidence contre Lincoln lors de l'élection présidentielle américaine de 1864. McClellan devient plus tard le gouverneur du New Jersey, de 1878 à 1881.
De nombreuses villes comme  Paterson et  Camden sont devenues extrêmement fortes pendant toute la durée de la guerre de Sécession. Elles produisent de nombreuses nécessités, y compris des vêtements et du matériel de guerre comme des munitions. Ces villes prospèrent grâce à une production constante même après la fin de la guerre. Des villes comme celles de Paterson et de Camden deviennent essentielles à l'effort de guerre dans le Nord. Avec la capacité de l'Union à fabriquer davantage de fournitures, l'Union réussit à vaincre les confédérés, à mener à bien la guerre et à réunir le pays(p26-29).